# Senhora do Destino
Senhora do Destino est une telenovela brésilienne diffusée en 2004-2005 par Rede Globo.